# Haviva Reik
Pour les articles homonymes, voir Reich (homonymie).
Haviva Reik (Chaviva Reich, Havivah Reich) (1914-1944) fut l’une des 32[réf. nécessaire] à 37 parachutistes juifs palestiniens que l’Agence juive et le Special Operations Executive ont envoyés de Palestine en Europe pour des missions militaires dans les pays occupés par le Troisième Reich.

## Biographie
Emma Reik naît en 1914 dans le village slovaque de Shayo Hasso. Elle grandit à Banská Bystrica dans les Carpates.
Elle rejoint le mouvement de jeunesse Hashomer Hatzaïr.
1939
Elle fait son Aliyah, c'est-à-dire qu'elle émigre en Palestine, où elle rejoint le kibboutz Ma'anit.
Plus tard elle est enrôlée dans le Palmach, la force de frappe d'élite de l'organisation militaire clandestine Haganah. Elle est intégrée dans la nouvelle unité de parachutistes.
1943
Fin décembre, dans sa Slovaquie natale, le parti agraire tchécoslovaque, une fraction du parti social-démocrate, le parti communiste, des secteurs des nationalistes slovaques et des officiers de l'armée, s'alignent sur le Conseil national slovaque (Slovenská národná rada, SNR), qui organise un soulèvement visant à renverser le Hlinkova Slovenska Ludova Strana (parti du peuple de Hlinka ; HSLS) et à détacher la Slovaquie de l'Axe.
1944
- Début de l'année et printemps. Il y avait des cellules de résistants juifs armés dans chacun des trois camps de travail slovaques avant l'établissement du SNR. Ils établissent un contact avec le SNR et deviennent une partie du mouvement. Le soulèvement, centré sur la région de Banská Bystrica, se déclenche contre le gouvernement fantoche. Il aurait dû coïncider avec l'avance des Alliés, en particulier celle de l'Union soviétique. Mais l'Armée rouge est restée en arrière. Les partisans  font des avancées considérables.
- 28 août. Les nazis décident d'occuper la Slovaquie et de réprimer le soulèvement.
- Après leur entraînement, Reik et trois autres - Rafael Reiss, Zvi Ben-Yaakov et Haim Hermesh (Kassaf) - attendent à Bari, Italie, d'être parachutés en Slovaquie. Mais les autorités britanniques refusent d'envoyer une femme derrière les lignes pour une opération militaire.
- Septembre. Reik part avec un groupe de pilotes américains volant vers Banská Bystrica et rejoint les autres le 21. À la fin du mois, un cinquième parachutiste, Abba Berdiczew, les rejoint en apportant l'équipement radio. À ce même moment, le SS-Obergruppenführer Gottlob Berger, le commandant en chef des forces allemandes, est remplacé par le Höherer SS. - und Polizeiführer SS-Obergruppenführer Hermann Hofle. Ils utilisent des troupes Waffen-SS ukrainiennes (parmi lesquelles peut-être John (Ivan) Demjanjuk) pour écraser la rébellion.
- À Banská Bystrica, Haviva et les autres s'engagent dans des activités d'assistance et de sauvetage. Ils organisent une soupe populaire et un centre pour réfugiés. Ils font évader des enfants juifs vers la Hongrie et de là vers la Palestine. Grâce à leurs relations avec les partisans et les groupes de résistance, ils aident à récupérer les prisonniers de guerre alliés.
- 27 octobre. Les Allemands occupent Banská Bystrica. Haviva et les autres parachutistes s'échappent avec une quarantaine de partisans juifs. Ils construisent un camp dans les montagnes, mais quelques jours après, ils sont capturés par les Waffen-SS de la division Galicie.
- 20 novembre. Les Allemands fusillent la plupart des Juifs capturés, y compris Reik, Ben-Yaakov et Reiss. Abba Berdiczew est déporté au camp de concentration de Mauthausen, puis tué. Haim Chermesh s'échappe, combat avec les partisans, et retourne plus tard en Palestine.

## Reconnaissance
- Le 10 septembre 1952, les restes d'Haviva Reik ont été enterrés au cimetière militaire du Mont Herzl, à Jérusalem avec ceux de Hannah Szenes et de Reiss.
- Le nom d'Haviva Reik a été donné à plusieurs lieux : le kibboutz Lehavot Haviva ; l'institut Givat Haviva ; un bateau Aliyah Bet d'immigrants illégaux ; de nombreuses rues.

## Sources et liens externes
- (en) Cet article est partiellement ou en totalité issu de l’article de Wikipédia en anglais intitulé « Haviva Reik » (voir la liste des auteurs).
- Photographie d'Haviva Reik sur le site Special Forces Roll of Honour